# Вулиця Івана Франка (Івано-Франківськ)
Вулиця Івана Франка — вулиця в Івано-Франківську, що веде від вул. Незалежності до вул. Михайла Мулика. Знаходиться на сході центральної частини міста.

## З історії вулиці

Пам'ятник Івану Франку

Належить до найдавніших вулиць міста, відома з XVIII століття. Історична назва — Вузька Заболотівська. Їй паралельна, ближча до Середмістя — Широка Заболотівська (Грушевського).
В 1880-х отримала ім'я Камінського. Ще в 1888 р. радні не могли з'ясувати, чи вона має ім'я відомого генерала, чи ім'я недавнього бурґомістра. Зупинилися на тому, що це — прізвище генерала Я. Камінського.
В часи ЗУНР вулицю перейменували на А. Могильницького. Німці під час окупації дали ім'я — доктора Франка, генерал-губернатора Кракова.
У радянські часи спочатку була названа вулицею Сталінської Конституції.
Від 1956 року, на відзначенні 100-річчя від дня народження великого Каменяра, отримала теперішню назву — Франка.

## Опис вулиці
Вулиця Франка — вузька, із одностороннім рухом в напрямку до вул. Незалежності, довжиною 600 метрів. Красива, засаджена каштанами й липами, що робить її дещо затемненою.
У невеликому сквері встановлено погруддя письменника, «що немов виростає зі скелі» (1978, скульптор — Анатолій Болюк).

## Будівлі
№ 4.

Колишня військова казарма. Тепер тут філія проектного інституту «Діпромісто» (після надбудови третього поверху).
№ 6.

Управління МНС в Івано-Франківській області
Міститься тут від 1929 року, тоді ж вона була автомобілізована.
№ 10.

5-ти поверховий житловий будинок
№ 14.

Загальноосвітня школа № 3. Єдина в Івано-Франківську з російською та польською мовами навчання. А починалась вона в (1908) році як монастир і школа сестер урсулянок, черниць католицького обряду.
№ 19.
Загальноосвітня школа № 5 (сучасний ліцей). Школа з поглибленим вивченням німецької мови.
№ 27.

(1913) Будинок, що належав Мелітонові Бачинському — нотаріусу, літературознавцеві, одному із засновників філії станиславівської «Просвіти», соратникові І. Франка. Очевидно, І. Франко бував гостем у цьому домі.

## Галерея

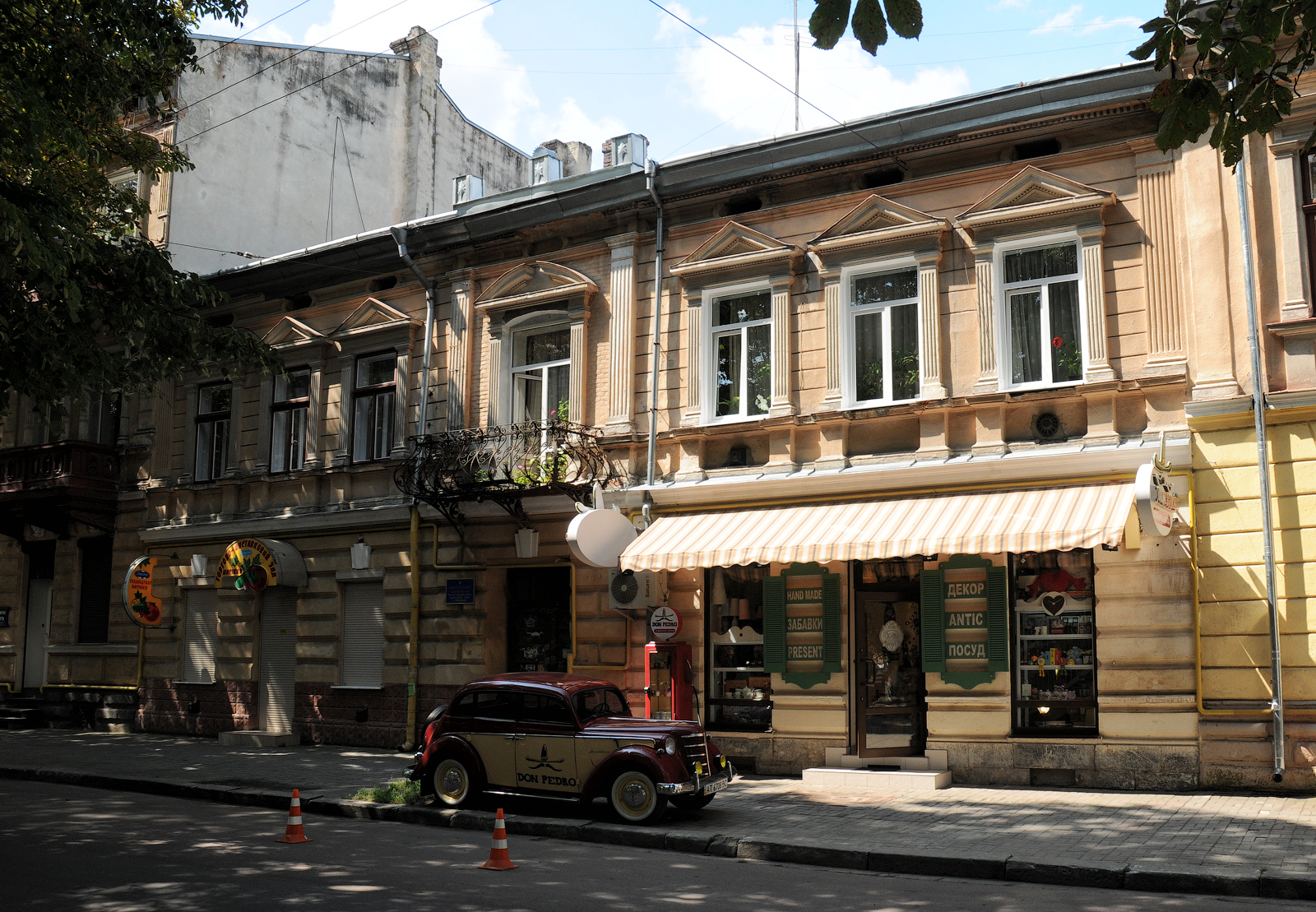
Будівля №29
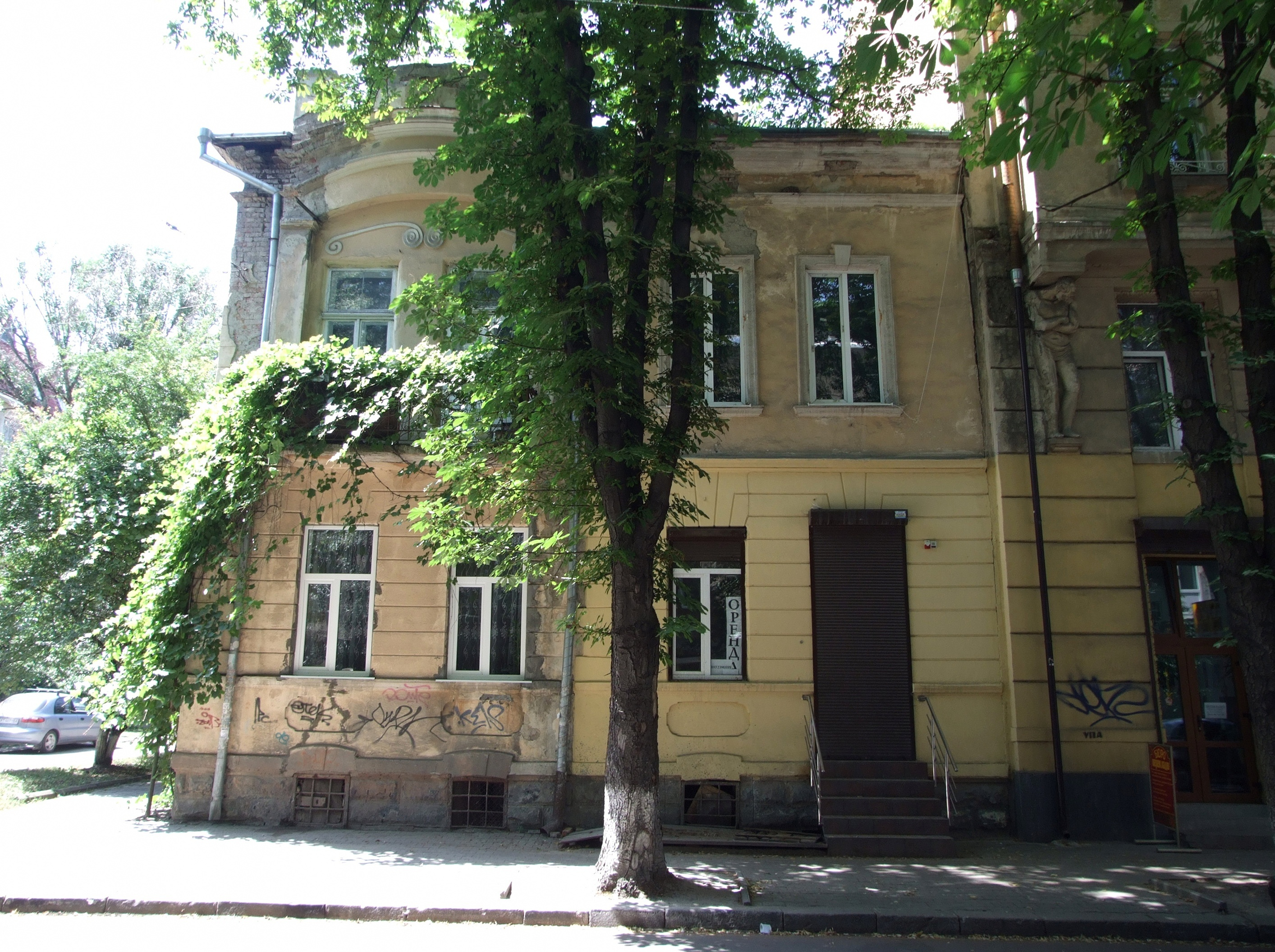
Будівля №37